# 蒙特斯基乌
蒙特斯基乌，是西班牙加泰罗尼亚巴塞罗那省的一个市镇。总面积5平方公里，总人口822人（2001年），人口密度164人/平方公里。